# Coupe d'Asie des nations de football 2000
Navigation
Coupe d'Asie 1996 Coupe d'Asie 2004
La Coupe d'Asie des nations 2000 a eu lieu au Liban du 12 au 29 octobre 2000. Elle est remportée par le Japon qui bat l'Arabie saoudite en finale (1-0). 

## Stades
| \| Beyrouth Saïda Tripoli \| |
| Beyrouth Saïda Tripoli       |

| Beyrouth Saïda Tripoli |

## Les arbitres
- Saad al-Fadhli
- Omer Al-Mehannah
- Ahmad Nabil Ayad
- Ali Bujsaim
- Taj Addin Fares
- Brian Hall
- Jun Lu
- Toru Kamikawa
- Shamsul Maidin
- Mohd Nazri Abdullah
- Kim Young-Joo

## Premier tour

### Groupe A
| Groupe A |           |     |   |   |   |   |    |    |      |
|          | Équipe    | Pts | J | G | N | P | BP | BC | Diff |
| 1        | Iran      | 7   | 3 | 2 | 1 | 0 | 6  | 1  | +5   |
| 2        | Irak      | 4   | 3 | 1 | 1 | 1 | 4  | 3  | +1   |
| 3        | Thaïlande | 2   | 3 | 0 | 2 | 1 | 2  | 4  | -2   |
| 4        | Liban     | 2   | 3 | 0 | 2 | 1 | 3  | 7  | -4   |

| 12 octobre | Irak      | 2 | 0 | Thaïlande |
|            | Iran      | 4 | 0 | Liban     |
| 15 octobre | Iran      | 1 | 1 | Thaïlande |
|            | Irak      | 2 | 2 | Liban     |
| 18 octobre | Iran      | 1 | 0 | Irak      |
|            | Thaïlande | 1 | 1 | Liban     |

| 12 octobre 2000 | Irak                  | 2 - 0 | Thaïlande | Tripoli                                       |                                               |
| 15:05           | Drain 27e · Majid 58e |       |           | Spectateurs : 2 500 Arbitrage : Toru Kamikawa | Spectateurs : 2 500 Arbitrage : Toru Kamikawa |

| 12 octobre 2000 | Iran                                     | 4 - 0 | Liban | Beyrouth                                |                                         |
| 18:45           | Bagheri 18e · Estili 75e, 87e · Daei 90e |       |       | Spectateurs : 42 418 Arbitrage : Jun Lu | Spectateurs : 42 418 Arbitrage : Jun Lu |

| 15 octobre 2000 | Iran     | 1 - 1 | Thaïlande      | Beyrouth                                        |                                                 |
| 17:05           | Daei 73e |       | 12e Pituratana | Spectateurs : 10 000 Arbitrage : Saad Al-Fadhli | Spectateurs : 10 000 Arbitrage : Saad Al-Fadhli |

| 15 octobre 2000 | Irak           | 2 - 2 | Liban                    | Beyrouth                                       |                                                |
| 19:45           | Khalaf 4e, 22e |       | 28e Chahrour · 77e Hjeij | Spectateurs : 30 000 Arbitrage : Kim Young-Joo | Spectateurs : 30 000 Arbitrage : Kim Young-Joo |

| 18 octobre 2000 | Iran     | 1 - 0 | Irak | Saïda                                  |                                        |
| 19:35           | Daei 77e |       |      | Spectateurs : 8 582 Arbitrage : Jun Lu | Spectateurs : 8 582 Arbitrage : Jun Lu |

| 18 octobre 2000 | Thaïlande      | 1 - 1 | Liban         | Beyrouth                                          |                                                   |
| 19:35           | Pituratana 57e |       | 82e Fernandes | Spectateurs : 45 000 Arbitrage : Omer Al-Mehannah | Spectateurs : 45 000 Arbitrage : Omer Al-Mehannah |

### Groupe B
| Groupe B |              |     |   |   |   |   |    |    |      |
|          | Équipe       | Pts | J | G | N | P | BP | BC | Diff |
| 1        | Chine        | 5   | 3 | 1 | 2 | 0 | 6  | 2  | +4   |
| 2        | Koweït       | 5   | 3 | 1 | 2 | 0 | 1  | 0  | +1   |
| 3        | Corée du Sud | 4   | 3 | 1 | 1 | 1 | 5  | 3  | +2   |
| 4        | Indonésie    | 1   | 3 | 0 | 1 | 2 | 0  | 7  | -4   |

| 13 octobre | Chine        | 2 | 2 | Corée du Sud |
|            | Koweït       | 0 | 0 | Indonésie    |
| 16 octobre | Chine        | 4 | 0 | Indonésie    |
|            | Koweït       | 1 | 0 | Corée du Sud |
| 19 octobre | Chine        | 0 | 0 | Koweït       |
|            | Corée du Sud | 3 | 0 | Indonésie    |

| 13 octobre 2000 | Corée du Sud                          | 2 - 2 | Chine                                | Tripoli                                          |                                                  |
| 17:05           | Lee Young-pyo 29e · Noh Jung-yoon 57e |       | 35e Ma Mingyu · 65e (pen.) Fan Zhiyi | Spectateurs : 1 000 Arbitrage : Omer Al-Mehannah | Spectateurs : 1 000 Arbitrage : Omer Al-Mehannah |

| 13 octobre 2000 | Koweït | 0 - 0 | Indonésie | Tripoli                                         |                                                 |
| 19:45           |        |       |           | Spectateurs : 2 000 Arbitrage : Taj Addin Fares | Spectateurs : 2 000 Arbitrage : Taj Addin Fares |

| 16 octobre 2000 | Chine                                                         | 4 - 0 | Indonésie | Tripoli                                          |                                                  |
| 17:05           | Li Ming 1re · Shen Si 7e (pen.) · Yang Chen 15e · Qi Hong 89e |       |           | Spectateurs : 2 000 Arbitrage : Ahmad Nabil Ayad | Spectateurs : 2 000 Arbitrage : Ahmad Nabil Ayad |

| 16 octobre 2000 | Koweït       | 1 - 0 | Corée du Sud | Tripoli                                    |                                            |
| 19:45           | Al-Huwdi 42e |       |              | Spectateurs : 5 000 Arbitrage : Brian Hall | Spectateurs : 5 000 Arbitrage : Brian Hall |

| 19 octobre 2000 | Chine | 0 - 0 | Koweït | Tripoli                                        |                                                |
| 19:35           |       |       |        | Spectateurs : 5 000 Arbitrage : Shamsul Maidin | Spectateurs : 5 000 Arbitrage : Shamsul Maidin |

| 19 octobre 2000 | Corée du Sud                | 3 - 0 | Indonésie | Beyrouth                                    |                                             |
| 19:35           | Lee Dong-gook 30e, 75e, 89e |       |           | Spectateurs : 500 Arbitrage : Toru Kamikawa | Spectateurs : 500 Arbitrage : Toru Kamikawa |

### Groupe C
| Groupe C |                 |     |   |   |   |   |    |    |      |
|          | Équipe          | Pts | J | G | N | P | BP | BC | Diff |
| 1        | Japon           | 7   | 3 | 2 | 1 | 0 | 13 | 3  | +10  |
| 2        | Arabie saoudite | 4   | 3 | 1 | 1 | 1 | 6  | 4  | +2   |
| 3        | Qatar           | 3   | 3 | 0 | 3 | 0 | 2  | 2  | -0   |
| 4        | Ouzbékistan     | 1   | 3 | 0 | 1 | 2 | 2  | 14 | -12  |

| 14 octobre | Japon           | 4 | 1 | Arabie saoudite |
|            | Qatar           | 1 | 1 | Ouzbékistan     |
| 17 octobre | Japon           | 8 | 1 | Ouzbékistan     |
|            | Arabie saoudite | 1 | 1 | Qatar           |
| 20 octobre | Japon           | 1 | 1 | Qatar           |
|            | Arabie saoudite | 5 | 0 | Ouzbékistan     |

| 14 octobre 2000 | Japon                                                | 4 - 1 | Arabie saoudite   | Saïda                                       |                                             |
| 17:05           | Yanagisawa 22e · Takahara 37e · Nanami 53e · Ono 88e |       | 90e (csc) Morioka | Spectateurs : 5 000 Arbitrage : Ali Bujsaim | Spectateurs : 5 000 Arbitrage : Ali Bujsaim |

| 14 octobre 2000 | Qatar           | 1 - 1 | Ouzbékistan | Saïda                                               |                                                     |
| 19:45           | Al-Balooshi 60e |       | 73e Kasimov | Spectateurs : 5 000 Arbitrage : Mohd Nazri Abdullah | Spectateurs : 5 000 Arbitrage : Mohd Nazri Abdullah |

| 17 octobre 2000 | Japon                                                                          | 8 - 1 | Ouzbékistan     | Saïda                                          |                                                |
| 17:05           | Morishima 7e · Nishizawa 14e, 24e, 49e · Takahara 17e, 20e, 57e · Kitajima 78e |       | 28e Lushan (en) | Spectateurs : 2 000 Arbitrage : Shamsul Maidin | Spectateurs : 2 000 Arbitrage : Shamsul Maidin |

| 17 octobre 2000 | Arabie saoudite | 0 - 0 | Qatar | Saïda                                           |                                                 |
| 19:45           |                 |       |       | Spectateurs : 5 000 Arbitrage : Taj Addin Fares | Spectateurs : 5 000 Arbitrage : Taj Addin Fares |

| 20 octobre 2000 | Arabie saoudite                                           | 5 - 0 | Ouzbékistan | Saïda                                         |                                               |
| 19:35           | Al-Otaibi 18e · Al-Shalhoub 35e, 78e, 86e · Al-Temyat 88e |       |             | Spectateurs : 2 000 Arbitrage : Kim Young-Joo | Spectateurs : 2 000 Arbitrage : Kim Young-Joo |

| 20 octobre 2000 | Japon         | 1 - 1 | Qatar           | Beyrouth                                         |                                                  |
| 19:35           | Nishizawa 60e |       | 22e Al-Obaidaly | Spectateurs : 2 000 Arbitrage : Ahmad Nabil Ayad | Spectateurs : 2 000 Arbitrage : Ahmad Nabil Ayad |

### Classement des troisièmes
Les 2 meilleurs troisièmes sont repêchés pour compléter le tableau des quarts de finale, en fonction du classement suivant :
| Troisièmes de groupe |              |     |   |   |   |   |    |    |      |
|                      | Équipe       | Pts | J | G | N | P | BP | BC | Diff |
| 1                    | Corée du Sud | 4   | 3 | 1 | 1 | 1 | 5  | 3  | +2   |
| 2                    | Qatar        | 3   | 3 | 0 | 3 | 0 | 2  | 2  | 0    |
| 3                    | Thaïlande    | 2   | 3 | 0 | 2 | 1 | 2  | 4  | -2   |

La Corée du Sud et le Qatar sont qualifiés pour les 1/4 de finale.

## Tableau final
|  | Quarts de finale           | Quarts de finale           |                            |                            | Demi-finales               | Demi-finales               |   |  | Finale                     | Finale                     |
|  | Quarts de finale           | Quarts de finale           |                            |                            | Demi-finales               | Demi-finales               |   |  | Finale                     | Finale                     |
|  |                            |                            |                            |                            |                            |                            |   |  |                            |                            |
|  | 24 octobre 2000 - Beyrouth | 24 octobre 2000 - Beyrouth |                            |                            | 26 octobre 2000 - Beyrouth | 26 octobre 2000 - Beyrouth |   |  | 29 octobre 2000 - Beyrouth | 29 octobre 2000 - Beyrouth |
|  | 24 octobre 2000 - Beyrouth | 24 octobre 2000 - Beyrouth |                            |                            | 26 octobre 2000 - Beyrouth | 26 octobre 2000 - Beyrouth |   |  | 29 octobre 2000 - Beyrouth | 29 octobre 2000 - Beyrouth |
|  | Japon                      | 4                          |                            |                            | 26 octobre 2000 - Beyrouth | 26 octobre 2000 - Beyrouth |   |  | 29 octobre 2000 - Beyrouth | 29 octobre 2000 - Beyrouth |
|  | Japon                      | 4                          |                            |                            | 26 octobre 2000 - Beyrouth | 26 octobre 2000 - Beyrouth |   |  | 29 octobre 2000 - Beyrouth | 29 octobre 2000 - Beyrouth |
|  | Irak                       | 1                          |                            |                            | 26 octobre 2000 - Beyrouth | 26 octobre 2000 - Beyrouth |   |  | 29 octobre 2000 - Beyrouth | 29 octobre 2000 - Beyrouth |
|  | Irak                       | 1                          | Japon                      | 3                          |                            |                            |   |  | 29 octobre 2000 - Beyrouth | 29 octobre 2000 - Beyrouth |
|  | 23 octobre 2000 - Saïda    |                            | Japon                      | 3                          |                            |                            |   |  | 29 octobre 2000 - Beyrouth | 29 octobre 2000 - Beyrouth |
|  |                            | Chine                      | 2                          |                            |                            |                            |   |  | 29 octobre 2000 - Beyrouth | 29 octobre 2000 - Beyrouth |
|  | Qatar                      | Chine                      | 2                          | 1                          |                            |                            |   |  | 29 octobre 2000 - Beyrouth | 29 octobre 2000 - Beyrouth |
|  | Qatar                      |                            |                            | 1                          |                            |                            |   |  | 29 octobre 2000 - Beyrouth | 29 octobre 2000 - Beyrouth |
|  | Chine                      | 3                          |                            |                            |                            |                            |   |  | 29 octobre 2000 - Beyrouth | 29 octobre 2000 - Beyrouth |
|  | Chine                      | 3                          | Japon                      | 1                          |                            |                            |   |  |                            |                            |
|  | 23 octobre 2000 - Saïda    |                            | Japon                      | 1                          |                            |                            |   |  |                            |                            |
|  |                            | Arabie saoudite            | 0                          |                            |                            |                            |   |  |                            |                            |
|  | Iran                       | Arabie saoudite            | 0                          | 1                          |                            |                            |   |  |                            |                            |
|  | Iran                       | 26 octobre 2000 - Beyrouth |                            | 1                          |                            |                            |   |  |                            |                            |
|  | Corée du Sud b.e.o.        | 2                          |                            |                            |                            |                            |   |  |                            |                            |
|  | Corée du Sud b.e.o.        | 2                          | Corée du Sud               | 1                          |                            |                            |   |  |                            |                            |
|  | 24 octobre 2000 - Beyrouth | 24 octobre 2000 - Beyrouth | Corée du Sud               | 1                          | Match pour la 3e place     | Match pour la 3e place     |   |  |                            |                            |
|  | 24 octobre 2000 - Beyrouth | 24 octobre 2000 - Beyrouth |                            | Arabie saoudite            | Match pour la 3e place     | Match pour la 3e place     | 2 |  |                            |                            |
|  | Arabie saoudite b.e.o.     | 3                          | 29 octobre 2000 - Beyrouth | 29 octobre 2000 - Beyrouth |                            |                            | 2 |  |                            |                            |
|  | Arabie saoudite b.e.o.     | 3                          | 29 octobre 2000 - Beyrouth | 29 octobre 2000 - Beyrouth |                            |                            |   |  |                            |                            |
|  | Koweït                     | 2                          |                            | Chine                      | 0                          |                            |   |  |                            |                            |
|  | Koweït                     | 2                          |                            | Chine                      | 0                          |                            |   |  |                            |                            |
|  |                            |                            |                            |                            |                            |                            |   |  | Corée du Sud               | 1                          |
|  |                            |                            |                            |                            |                            |                            |   |  | Corée du Sud               | 1                          |

### Quarts de finale
| 23 octobre 2000 | Corée du Sud                         | 2 - 1 b.e.o. | Iran        | Stade international, Saïda |                         |
| 16:45           | Kim Sang-sik 90e · Lee Dong-gook 99e |              | 71e Bagheri | Arbitrage : Ali Bujsaim    | Arbitrage : Ali Bujsaim |

| 23 octobre 2000 | Chine                                    | 3 - 1 | Qatar        | Stade international, Saïda      |                                 |
| 19:45           | Li Ming 9e · Qi Hong 38e · Yang Chen 54e |       | 65e Al-Enazi | Arbitrage : Mohd Nazri Abdullah | Arbitrage : Mohd Nazri Abdullah |

| 24 octobre 2000 | Japon                                      | 4 - 1 | Irak      | Cité sportive Camille-Chamoun, Beyrouth |                             |
| 16:45           | Nanami 8e, 29e · Takahara 11e · Myojin 62e |       | 4e Jassim | Arbitrage : Taj Addin Fares             | Arbitrage : Taj Addin Fares |

| 24 octobre 2000 | Arabie saoudite                     | 3 - 2 b.e.o. | Koweït                      | Cité sportive Camille-Chamoun, Beyrouth |                        |
| 19:45           | Al-Temyat 46e, 108e · Al-Meshal 67e |              | 61e Abdullah · 67e Al-Huwdi | Arbitrage : Brian Hall                  | Arbitrage : Brian Hall |

### Demi-finales
| 26 octobre 2000 | Arabie saoudite    | 2 - 1 | Corée du Sud      | Cité sportive Camille-Chamoun, Beyrouth |                            |
| 16:45           | Al-Meshal 76e, 80e |       | 90e Lee Dong-gook | Arbitrage : Saad al-Fadhli              | Arbitrage : Saad al-Fadhli |

| 26 octobre 2000 | Japon                                        | 3 - 2 | Chine                       | Cité sportive Camille-Chamoun, Beyrouth |                            |
| 19:45           | Zhiyi 21e (csc) · Nishizawa 53e · Myojin 61e |       | 30e Qi Hong · 48e Yang Chen | Arbitrage : Shamsul Maidin              | Arbitrage : Shamsul Maidin |

### Match pour la3eplace
| 29 octobre 2000 | Corée du Sud      | 1 - 0 | Chine | Cité sportive Camille-Chamoun, Beyrouth |                              |
| 16:05           | Lee Dong-gook 76e |       |       | Arbitrage : Ahmad Nabil Ayad            | Arbitrage : Ahmad Nabil Ayad |

### Finale
| 29 octobre 2000 | Japon         | 1 - 0 | Arabie saoudite | Cité sportive Camille-Chamoun, Beyrouth |                         |
| 18:45           | Mochizuki 29e |       |                 | Arbitrage : Ali Bujsaim                 | Arbitrage : Ali Bujsaim |

## Résultats
| Coupe d'Asie 2000 Vainqueur Japon 2e titre |

## Meilleurs buteurs
6 buts
- Lee Dong-gook
- Akinori Nishizawa

5 buts
- Naohiro Takahara

3 buts
- Qi Hong
- Yang Chen
- Ali Daei
- Hiroshi Nanami
- Talal Al-Meshal
- Mohammad al-Shalhoub
- Nawaf al-Temyat

## Autres distinctions
- Jin Jiang : élu meilleur gardien de la compétition